# Лакерда Пилип Іванович
Лакерда́ Пили́п Іва́нович  (1756 , Київ, Київський полк, Гетьманщина, Російська імперія  — 13 (25) лютого 1827 , Київ, Київська губернія, Російська імперія ) — київський купець 3-ї гільдії, діяч київського магістрату, війт Києва в 1813–1814 роках.

## Біографія
Походив із багатого грецького роду Лакерд. Його предки оселилися на Подолі ще в середині XVII століття. Народився 1756 року. Навчався в Києво-Могилянській академії — до школи філософії включно. 1777 року отримав атестат про закінчення навчання, підписаний ректором академії архімандритом Касіяном (Лехницьким). Вважався шанованою в місті людиною — був купцем 3-ї гільдії, іменитим громадянином, керівником першого міського театру та головою «банківської казни», де кияни могли зберігати свої капітали з розрахунку 12% річних. 
Від батька він успадкував капітал та нерухомість: Лакерди в центрі Подолу здавна мали кам'яний будинок з льохом та лавку у великому ряду на Торговельній (Контрактовій) площі. Також від тещі отимав садибу на Подолі в приході Святодухівської церкви. 
Разом з іншими заможними купцями тримав у місті «питейний відкуп», володів постоялим двором у парафії церкви Миколи Доброго. 1790 року придбав у Видубицького монастиря подвір'я на Подолі. Після того, як у 1809 році згоріла подільська торговельна площа, один з будинків Лакерди було знесено для спорудження нової будівлі Гостиного двору. За це від міської влади отримав компенсацію: нову садибу з кам’яним будинком, яка раніше належала ковальському цеху, який, своєю чергою, теж згорів під час пожежі 1811 року. За планом відбудови, цей будинок теж підлягав знесенню, тож Лакерда примудрився отримати замість нього вже третій будинок — колишню власність кушнірського цеху. У новозбудованому Гостинному дворі Лакерді також належало кілька крамниць.
1812 року Лакерда надавав матеріальну підтримку військовому відомству, яке готувало Київ до можливого нападу армії Наполеона, за що 1816 року був нагороджений бронзовою медаллю «У пам'ять Вітчизняної війни 1812 року» на стрічці ордена св. Анни. 
1815 року 60-річний Лакерда значився почесним громадянином міста Києва[джерело?]. Він був постійним членом Київського відділення Всеросійського біблійного товариства, що займалося питаннями просвіти та книгодрукування (утворене 1817 року, очолювали митрополит Київський і Галицький Серапіон (Александровський) та віцепрезидент генерал-майор Михайло Федорович Орлов). 
Станом на 1825 рік родина Пилипа Лакерди мала на Подолі два кам'яні та два дерев'яні будинки, чотири лавки, два хутори на Сирці з сіножатями та млином. Купив у гостинному ряді на Подолі крамницю № 29 на своє ім’я за 2288 крб., взявши їх з «комісійської скрині». За документами оформив крамницю серед  іншої власності Києва. Проте використовував її у власних інтересах. Після його смерті вона дісталася в «спадщину» сину того Антону. Лише 1829 року крамниця перейшла в підпорядкування інших членів громадської комісії.[джерело?]
Був парафіянином Святодухівської церкви на Подолі. 
1777 року взяв шлюб з Маврою, дочкою надвірного радника Миколи Леонтовича. Пилип Лакерда мав п'ять синів та шість дочок, з яких двоє померли ще в дитинстві. 
Помер у Києві 13 (25) лютого 1827 року. Вже після смерті його виявилося, що іменитий громадянин Пилип Лакерда був неабияким шахраєм і здобував свій капітал, привласнюючи великі суми на всіх посадах, які обіймав. Розплачуватися за це довелося його синам — магістратським діячам Антону та Івану.